# Трохан
Трохан (рум. Trohan) — село у повіті Васлуй в Румунії. Входить до складу комуни Гирчень.
Село розташоване на відстані 271 км на північ від Бухареста, 35 км на захід від Васлуя, 52 км на південний захід від Ясс.

## Населення
За даними перепису населення 2002 року у селі проживали 278 осіб, усі — румуни. Усі жителі села рідною мовою назвали румунську.